# Młodzieżowe Mistrzostwa Polski w Lekkoatletyce 2012
29. Młodzieżowe Mistrzostwa Polski w Lekkoatletyce – zawody lekkoatletyczne dla sportowców do lat 23 organizowane pod egidą Polskiego Związku Lekkiej Atletyki, które odbywały się od 1 do 2 września na Stadionie Miejskim w Radomiu. Poprzednio impreza gościła w Gdańsku.

## Rezultaty

### Mężczyźni
| Konkurencja:                  | 1. miejsce                                                                             | Rezultat    | 2. miejsce                                                                           | Rezultat    | 3. miejsce                                                                      | Rezultat    |
| Bieg na 100 m                 | Łukasz Gauza MKL Szczecin                                                              | 10,60       | Mateusz Biegajło AZS-UMCS Lublin                                                     | 10,69 SB    | Adam Pawłowski SL Olimpia Poznań                                                | 10,76 =SB   |
| Bieg na 200 m                 | Marcin Grynkiewicz LKS Pomorze Stargard                                                | 21,25       | Adam Pawłowski SL Olimpia Poznań                                                     | 21,35 PB    | Damian Czykier KS Podlasie Białystok                                            | 21,48       |
| Bieg na 400 m                 | Marcin Grynkiewicz LKS Pomorze Stargard                                                | 46,96 SB    | Mateusz Zagórski MUKL Brodnica                                                       | 47,65 SB    | Andrzej Jaros KS Agros Zamość                                                   | 47,87       |
| Bieg na 800 m                 | Krzysztof Żebrowski UOLKA Ostrów Mazowiecka                                            | 1:50,95     | Sebastian Smoliński MKS Start Lublin                                                 | 1:51,18     | Kamil Gurdak MKS Stal Nowa Dęba                                                 | 1:51,36     |
| Bieg na 1500 m                | Krzysztof Żebrowski UOLKA Ostrów Mazowiecka                                            | 3:46,73     | Mateusz Maik OŚ AZS Poznań                                                           | 3:47,76     | Damian Roszko KS Podlasie Białystok                                             | 3:48,80     |
| Bieg na 5000 m                | Damian Roszko KS Podlasie Białystok                                                    | 14:20,04 PB | Dawid Żebrowski MKS-MOS Płomień Sosnowiec                                            | 14:20,25 PB | Mateusz Maik OŚ AZS Poznań                                                      | 14:20,53 PB |
| Bieg na 110 m przez płotki    | Damian Czykier KS Podlasie Białystok                                                   | 14,19       | Michał Szade SL Olimpia Poznań                                                       | 14,37       | Mikołaj Justyński AZS Łódź                                                      | 14,49       |
| Bieg na 400 m przez płotki    | Paweł Gwiazdoń AZS-AWF Katowice                                                        | 52,78 PB    | Damian Krupa SL Olimpia Poznań                                                       | 53,32       | Karol Centomirski AZS KU Politechniki Opolskiej                                 | 53,40 PB    |
| Bieg na 3000 m z przeszkodami | Dawid Żebrowski MKS-MOS Płomień Sosnowiec                                              | 8:49,20     | Jacek Żądło LKS Stal Mielec                                                          | 8:53,23     | Mariusz Kondrat UKS Trójka Sandomierz                                           | 8:53,25 PB  |
| Sztafeta 4 × 100 m            | KS Podlasie Białystok Paweł Skubina Kamil Supiński Grzegorz Kossakowski Damian Czykier | 40,72       | SL Olimpia Poznań Michał Janiak Adam Pawłowski Marcin Hryszkiewicz Michał Szade      | 41,42       | KS AZS-AWF Kraków Piotr Matyja Dawid Choczyński Łukasz Ligięza Mateusz Jędrusik | 41,49       |
| Sztafeta 4 × 400 m            | KS AZS-AWF Wrocław Adrian Skrzypacz Filip Przemyski Łukasz Rutkowski Kamil Podsiadło   | 3:17,43     | MKS Juvenia Białystok Paweł Szczech Bartosz Dudek Maciej Rosłaniec Grzegorz Kakareko | 3:17,45     | SL Olimpia Poznań Marcin Hryszkiewicz Michał Janiak Michał Szade Damian Krupa   | 3:18,66     |
| Skok wzwyż                    | Jarosław Rutkowski WLKS Iganie Nowe                                                    | 2,08        | Karol Barzowski RKS Rumia                                                            | 2,04        | Marcin Rudnicki KS AZS-AWF Kraków                                               | 2,04 =PB    |
| Skok o tyczce                 | Robert Sobera KS AZS-AWF Wrocław                                                       | 5,20        | Adam Lisiak SL WKS Zawisza Bydgoszcz                                                 | 5,10 SB     | Marcin Szczepański OSOT Szczecin                                                | 4,90 SB     |
| Skok w dal                    | Adrian Strzałkowski MKL Szczecin                                                       | 7,85 SB     | Krzysztof Uwijała MKS Sambor Tczew                                                   | 7,71 =PB    | Jarosław Lentowicz LKS Stal Mielec                                              | 7,60 PB     |
| Trójskok                      | Krzysztof Uwijała MKS Sambor Tczew                                                     | 15,56       | Jakub Daroszewski BKS Bydgoszcz                                                      | 15,55       | Bartosz Bonecki AZS Łódź                                                        | 15,25 PB    |
| Pchnięcie kulą                | Jakub Szyszkowski WKS Śląsk Wrocław                                                    | 19,59 PB    | Dominik Witczak RLTL ZTE Radom                                                       | 18,16       | Jacek Wiśniewski KS AZS-AWF Biała Podlaska                                      | 17,78 PB    |
| Rzut dyskiem                  | Jacek Wiśniewski KS AZS-AWF Biała Podlaska                                             | 55,73 PB    | Bartosz Roch KS AZS-AWF Kraków                                                       | 53,65       | Michał Mikulicz MKL Szczecin                                                    | 52,96       |
| Rzut młotem                   | Norbert Rauhut RKS Skra Warszawa                                                       | 65,60       | Maciej Dreger BKS Bydgoszcz                                                          | 58,75       | Mariusz Witkowski RKS Skra Warszawa                                             | 57,55       |
| Rzut oszczepem                | Marcin Krukowski KS Warszawianka Warszawa                                              | 78,46       | Łukasz Grzeszczuk AZS-AWF Warszawa                                                   | 74,55       | Bartosz Osewski AZS-AWFiS Gdańsk                                                | 74,54       |
| Dziesięciobój                 | Mateusz Chmieliński AZS-AWF Warszawa                                                   | 7321 pkt.   | Rafał Krzeszewski AZS-AWF Warszawa                                                   | 7257 pkt.   | Paweł Wiesiołek KS Warszawianka                                                 | 7235 pkt.   |

### Kobiety
| Konkurencja:                  | 1. miejsce                                                                                        | Rezultat    | 2. miejsce                                                                                   | Rezultat    | 3. miejsce                                                                                       | Rezultat    |
| Bieg na 100 m                 | Martyna Opoń OŚ AZS Poznań                                                                        | 11,86       | Anna Kiełbasińska AZS-AWF Warszawa                                                           | 11,88       | Małgorzata Kołdej Agros Zamość                                                                   | 11,94       |
| Bieg na 200 m                 | Martyna Opoń OŚ AZS Poznań                                                                        | 23,91       | Małgorzata Kołdej Agros Zamość                                                               | 24,09       | Magda Malinowska UKS 19 Bojary Białystok                                                         | 24,56 PB    |
| Bieg na 400 m                 | Justyna Święty AZS-AWF Katowice                                                                   | 53,02       | Małgorzata Hołub KL Bałtyk Koszalin                                                          | 53,57       | Magdalena Gorzkowska TS AKS Chorzów                                                              | 53,64       |
| Bieg na 800 m                 | Małgorzata Hołub KL Bałtyk Koszalin                                                               | 2:06,26 PB  | Joanna Jóźwik KKS Victoria Stalowa Wola                                                      | 2:07,90 SB  | Ewa Jacniak AZS-UMCS Lublin                                                                      | 2:08,28     |
| Bieg na 1500 m                | Alicja Benedyk WKS Śląsk Wrocław                                                                  | 4:35,67     | Monika Hałasa UKS Olimpia Zabrze                                                             | 4:36,42     | Paulina Mikiewicz KS Podlasie Białystok                                                          | 4:37,14     |
| Bieg na 5000 m                | Aleksandra Lisowska AZS UWM Olsztyn                                                               | 16:32,52    | Natalia Wacławska KKS Wawel Kraków                                                           | 16:44,18 PB | Dominika Napieraj KS AZS-AWF Wrocław                                                             | 16:46,45    |
| Bieg na 100 m przez płotki    | Urszula Bhebhe AZS-AWF Warszawa                                                                   | 14,02       | Sylwia Sochańska MKL Szczecin                                                                | 14,29       | Karolina Jaroszek RLTL ZTE Radom Joanna Linkiewicz KS AZS-AWF Wrocław                            | 14,33       |
| Bieg na 400 m przez płotki    | Joanna Linkiewicz KS AZS-AWF Wrocław                                                              | 57,72 SB    | Joanna Banach UKS Kusy Warszawa                                                              | 58,53       | Emilia Ankiewicz AZS-AWFiS Gdańsk                                                                | 59,53       |
| Bieg na 3000 m z przeszkodami | Aleksandra Lisowska AZS UWM Olsztyn                                                               | 10:13,18 PB | Mariola Ślusarczyk UKS WiR Łopuszno                                                          | 10:23,56 SB | Paulina Kaczyńska LKS Pomorze Stargard                                                           | 10:33,24 PB |
| Sztafeta 4 × 100 m            | UKS 19 Bojary Białystok Monika Bogucka Magda Malinowska Klaudia Konopko Ayla Kisiel               | 46,56       | KS AZS-AWF Wrocław Katarzyna Romaszko Małgorzata Linkiewicz Martyna Korzeniecka Ewa Zarębska | 47,90       | AZS-AWFiS Gdańsk Dorota Bartoszczyk Katarzyna Ratajczyk Daria Grzegorzewska Katarzyna Wesołowska | 48,10       |
| Sztafeta 4 × 400 m            | KS AZS-AWF Wrocław Katarzyna Dąbrowska Katarzyna Romaszko Małgorzata Linkiewicz Joanna Linkiewicz | 3:48,16     | AZS-AWFiS Gdańsk Paulina Poszytek Katarzyna Wesołowska Katarzyna Ratajczyk Emilia Ankiewicz  | 3:48,34     | OKS Start Otwock Agata Kowalska Marta Keller Paulina Kalinowska Dominika Kalinowska              | 3:52,74     |
| Skok wzwyż                    | Izabela Mikołajczyk WKS Śląsk Wrocław                                                             | 1,82        | Agnieszka Borowska LKS Zantyr Sztum                                                          | 1,76        | Agnieszka Bukowczyk RKS Skra Warszawa                                                            | 1,70        |
| Skok o tyczce                 | Agnieszka Kolasa SKLA Sopot                                                                       | 4,00        | Olga Frąckowiak KS AZS-AWFiS Gdańsk                                                          | 3,70 SB     | Aleksandra Wiśnik OSOT Szczecin                                                                  | 3,65        |
| Skok w dal                    | Anna Jagaciak MKS Juvenia Puszczykowoo                                                            | 6,41        | Hanna Lange KL Lechia Gdańsk                                                                 | 6,07        | Izabela Mikołajczyk WKS Śląsk Wrocław                                                            | 6,03        |
| Trójskok                      | Anna Jagaciak MKS Juvenia Puszczykowoo                                                            | 13,87 SB    | Justyna Kowalska KS Gwardia Piła                                                             | 13,00 PB    | Martyna Bielawska KS AZS-AWF Biała Podlaska                                                      | 12,78       |
| Pchnięcie kulą                | Paulina Guba OKS Start Otwock                                                                     | 16,26       | Aldona Magdalena Żebrowska KS Podlasie Białystok                                             | 14,56       | Dominika Tomczak MKS Baszta Szamotuły                                                            | 13,81       |
| Rzut dyskiem                  | Małgorzata Raciborska KS AZS-AWF Biała Podlaska                                                   | 49,98       | Andżelika Przybylska KKL Rodło Kwidzyn                                                       | 47,70       | Izabela Ogórek MKS Tomaszów Mazowiecki                                                           | 46,82 SB    |
| Rzut młotem                   | Dagmara Stala AZS-AWF Warszawa                                                                    | 61,57 PB    | Magdalena Szewa SL WKS Zawisza Bydgoszcz                                                     | 60,34       | Marta Weiss MUKS Kadet Rawicz                                                                    | 59,13 SB    |
| Rzut oszczepem                | Marta Kąkol AZS-AWFiS Gdańsk                                                                      | 48,69       | Adrianna Proć KMKL Sztorm Kołobrzeg                                                          | 48,25       | Sandra Nowak AZS-AWF Gorzów Wielkopolski                                                         | 47,21       |
| Siedmiobój                    | Zofia Blicharska AZS-AWF Warszawa                                                                 | 5206 pkt.   | Karolina Kędzia KS AZS-AWF Wrocław                                                           | 5130 pkt.   | Marlena Maj AZS-AWF Warszawa                                                                     | 5081 pkt.   |